# Kalcapion semivittatum semivittatum
Sous-espèce
Kalcapion semivittatum semivittatum est une sous-espèce d'insectes de coléoptères de la famille des Brentidae.

## Description
Sa taille varie de 1,6 à 2,4 mm. Il a les antennes brun clair et un rostre assez court et épais. Il présente une pilosité blanchâtre sur tout le corps sauf vers le milieu des élytres, ce qui lui confère une large tache sombre caractéristique. Il possède également une tache blanche de chaque côté du scutellum et des pattes jaunes.
Il se reconnaît facilement à son habitus et surtout à sa plante hôte, la Mercuriale annuelle (Mercurialis annua).

## Distribution
Toute l'Europe, partout en France.

## Biologie et écologie
Sa plante hôte est la Mercuriale annuelle, sur laquelle il pond en mai-juin. Les larves vivent dans les nœuds des tiges, elles deviennent adultes à partir d'août et l'adulte hiverne dès le mois d'octobre.

## Systématique
Le nom valide de ce taxon est Kalcapion semivittatum semivittatum (Gyllenhal, 1833).
Kalcapion semivittatum semivittatum a pour synonymes :
- Apion albopilosum Lucas, 1846
- Apion centrimacula Betta, 1844
- Apion germari Walton, 1844
- Apion pallidactylum Gyllenhal, 1839
- Apion syriacum Desbrochers, 1897
- Apion tonsuratum Betta, 1847